# Kapelle Tetz (Straeten)
Koordinaten: 51° 0′ 30″ N, 6° 5′ 50″ O
Die Kapelle Tetz befindet sich im Ortsteil Straeten der Stadt Heinsberg in Nordrhein-Westfalen.

## Lage
Die Kapelle steht an der Waldhufenstraße 175, am Rand einer Grünanlage, auf einem Privatgrundstück.

## Geschichte
In Straeten zeigt sich über viele Jahrzehnte eine sehr hohe Volksfrömmigkeit. Diese ist auch sichtbar durch eine Vielzahl von Wegekreuzen und Kapellen. Neben der Pfarrkirche sind nicht weniger als vier Kapellen erbaut. Die kleinste ist die Kapelle Tetz aus dem 19. Jahrhundert. Sie wurde auf Grund eines Gelöbnisses zu Ehren der Gottesmutter gebaut. Die Pflege und Unterhaltung obliegt der Nachbarschaft.

## Architektur
Das Kapellengebäude ist ein kleiner, rechteckiger Backsteinbau mit einer spitzbogigen Öffnung und einer doppelflügeligen Eingangstüre. Das geschieferte Satteldach ist mit einem Kapellenkreuz bekrönt. Im Inneren ist die Kapelle verputzt und mit Farbe gestrichen. Der Fußboden ist gefliest.

## Ausstattung
- In der Kapelle ein Kruzifix, eine Madonnenfigur, Kerzen und Blumenschmuck.

## Galerie

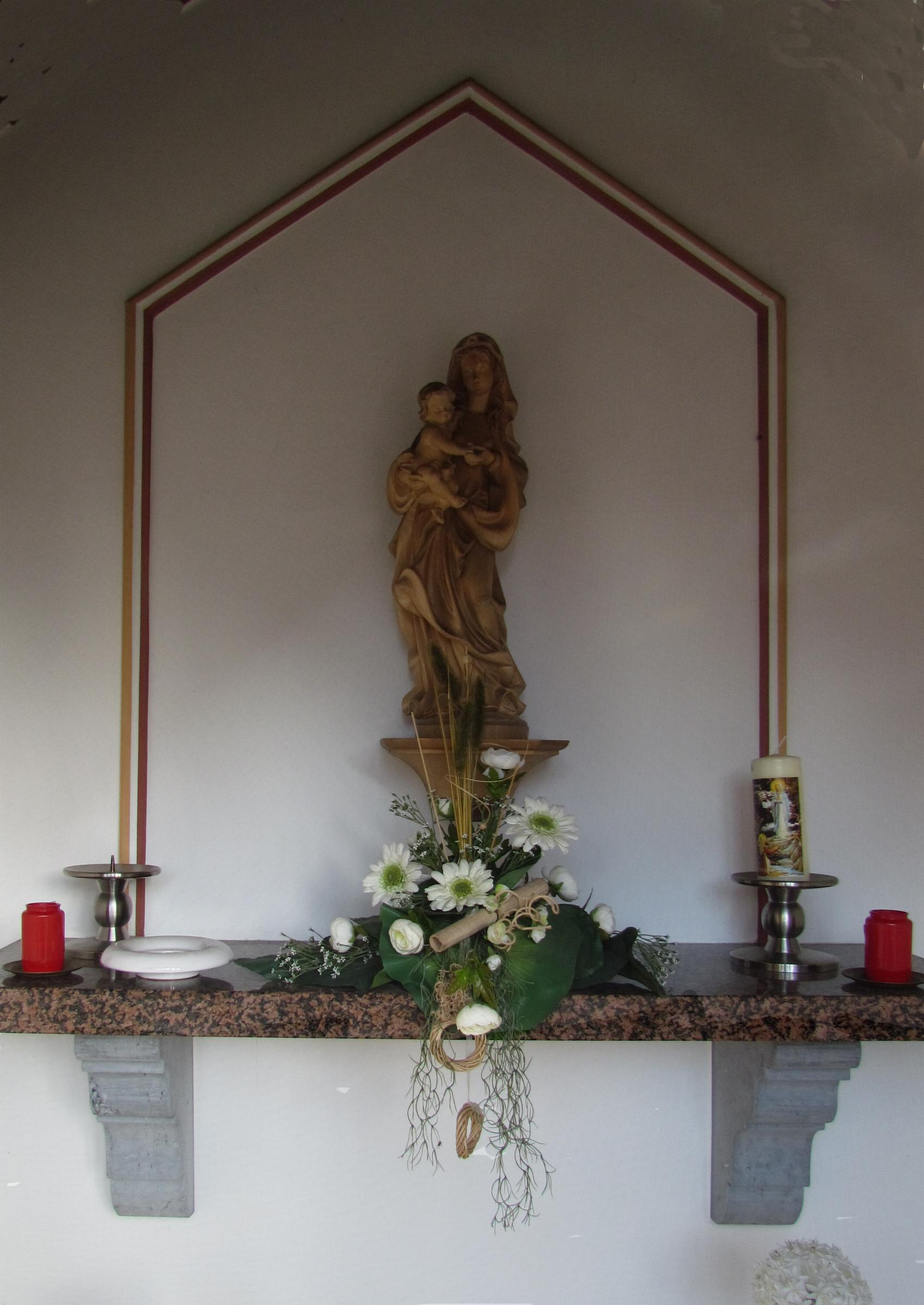
Madonnenfigur
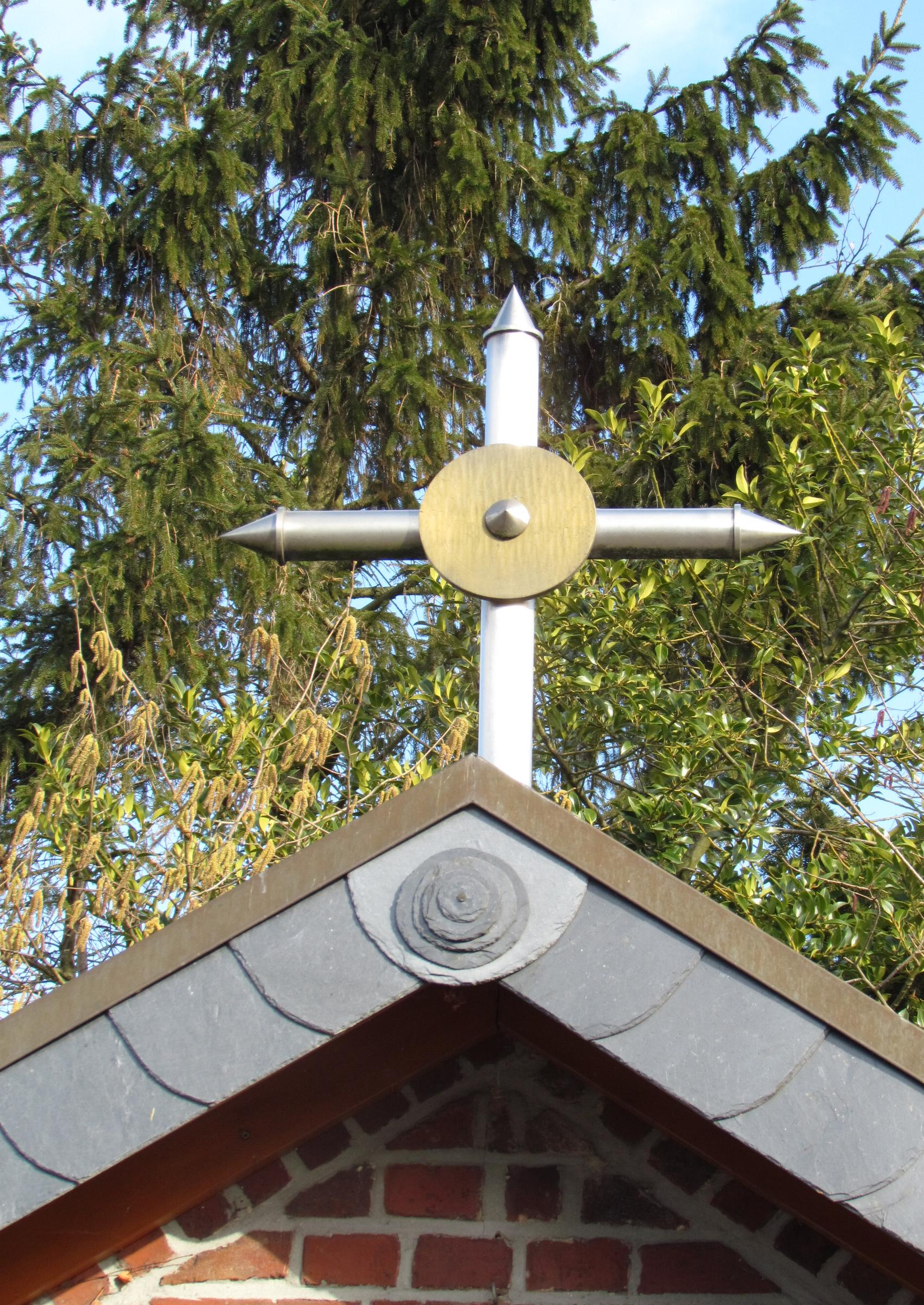
Kapellenkreuz
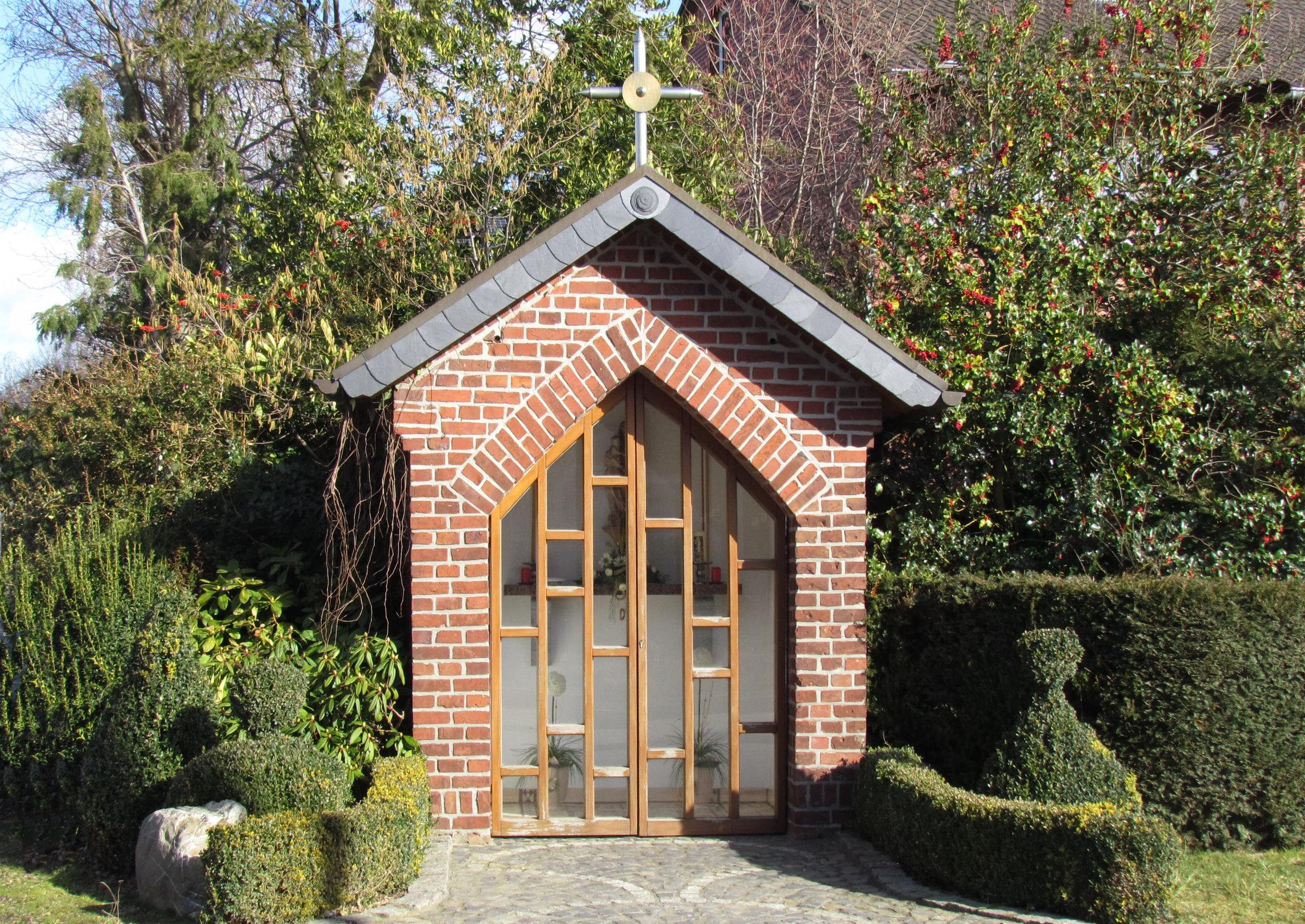
Kapelle in der Grünanlage